# Équipe cycliste Sharjah
L'équipe cycliste Sharjah est une équipe cycliste émiratie créée en 2015 et ayant le statut d'équipe continentale depuis 2016. Disparue à l'issue de cette saison, elle est recréée en 2018.

## Principales victoires

### Courses par étapes
- Tour de Tunisie : Abderrahmane Mansouri (2016)

### Championnats nationaux
- Championnat d'Algérie sur route : 1
  - Course en ligne : 2016 (Abderrahmane Mansouri)

## Classements UCI
Depuis sa création, l'équipe participe aux circuits continentaux et principalement à des épreuves de l'UCI Africa Tour. Les tableaux ci-dessous présentent les classements de l'équipe sur les différents circuits, ainsi que son meilleur coureur au classement individuel.
UCI Africa Tour
| Saison | Classement par équipes | Meilleur coureur au classement individuel |
| ------ | ---------------------- | ----------------------------------------- |
| 2016   | 2e                     | Tesfom Okubamariam (1er)                  |

## Sharjah en 2018

### Effectif
| Cycliste              | Date de naissance | Nationalité         | Équipe 2017       |  |
| --------------------- | ----------------- | ------------------- | ----------------- |  |
| Essaïd Abelouache     | 20 juillet 1988   | Érythrée            |                   |  |
| Mohamed Al Ali        | 26 octobre 1997   | Émirats arabes unis | néo professionnel |  |
| Ahmed Jasim Al Ali    | 29 mars 1997      | Émirats arabes unis | néo professionnel |  |
| Jaber Al Mansoori     | 9 novembre 1991   | Émirats arabes unis |                   |  |
| Oleksandr Golovash    | 21 septembre 1991 | Ukraine             | Minsk CC          |  |
| Mouhssine Lahsaini    | 23 août 1985      | Maroc               |                   |  |
| Abderrahmane Mansouri | 13 janvier 1995   | Algérie             | Guidon Chalettois |  |
| Oussama Mansouri      | 7 juin 1997       | Algérie             | Vélo Club Sovac   |  |
| Khalid Mayouf         | 10 novembre 1994  | Émirats arabes unis |                   |  |

### Victoires
| Date      | Course                                             | Pays    | Classe | Vainqueur          |
| --------- | -------------------------------------------------- | ------- | ------ | ------------------ |
| 5/05/2018 | 2e étape du Tour International de la Wilaya d'Oran | Algérie | 2.2    | Oleksandr Golovash |